# 村木幸星
村木幸星（むらき こうせい，1976年 - ）是日本的DJ、音樂製作人、活動策劃人以及平面設計師。  
他活躍於以硬核電子音樂為核心的激進電子音樂場景，其主理的唱片廠牌「Superbad MIDI Breaks」在日本國內外的地下音樂圈廣受矚目。

## 經歷
青森縣八戶市出身。1995年3月搬遷至東京後，先後在澀谷和高圓寺的中古合成器商店工作，並深入了解硬體設備。  
1996年舉辦了自己的首次派對後，開始在東京的地下音樂場景中作為DJ與活動策劃人活躍。從一開始，他就以不依賴既有文脈的獨特審美觀來構建活動，對日本極端音樂場景產生了深遠影響。
1995年12月8日，他在新宿AUTOMATIX舉辦的「MEGALOANIMA」活動中進行了首次現場演出（根據本人證言，雖然出演，但傳單上未記載其姓名）。
此後，1996年6月21日，他在自己的主辦活動「FIST OF FURY」中，在東京幡谷的heavysick舉行了現場演出。當時他已經是該場地每週三的常駐DJ，並且有當時活動的寶貴影像記錄現存。  
值得一提的是，這段影像由他深表敬意的音樂人、日本車庫朋克樂團「Teengenerate」的前成員Suck所拍攝。
2000年，他作為DJ參加了由Rephlex Records主辦的「Rephlex Disco Assault Systems inc.」活動，Caustic Window（艾費克斯雙胞胎本名Richard D. James的別名）、Grant Wilson-Claridge、Russell Haswell等人也參演了。此活動是他職業生涯初期的重要經歷之一，在日本地下音樂圈中具有代表性。
。  
2003年，他創立了自己的唱片廠牌「Superbad MIDI Breaks（SBMB）」。翌年2004年起，他開始利用自有音響系統，在代代木公園前的街道上舉辦街頭Rave派對。即使在警察圍堵的情況下，他仍繼續演奏，並實踐自由、激進的音樂表現形式，這一精神至今仍是SBMB的核心價值。  
2006年與2007年，他以Superbad MIDI Breaks名義主辦了Underground Resistance（UR）成員Suburban Knight與DJ Buzz Goree的日本巡演，他本人也參演了，這一行為被視為將UR的思想和音樂性帶入日本地下音樂場景的重要嘗試。
2010年，他為日本的Breakcore專門廠牌兼商店「ELECTRO VIOLENCE」舉辦關店紀念派對，這顯示了他從早期便積極參與Breakcore音樂場景。  
自2012年起，他開始主辦硬核派對《TOTAL DESTRUCTION》，至2019年共舉辦了21次，每次都邀請海外藝人參演，至今已有Lenny Dee、Mike Dred、Drokz、The Outside Agency、Unexist、Drumcorps、Rob Gee等數十位藝術家參演。
  
2015年，他成為首位登上荷蘭埃爾塞爾（Eersel）舉辦的Dominator Festival（由Art of Dance與Q-dance主辦）的日本DJ，這一成就也在他的家鄉報紙《デーリー東北》上大篇幅報導。

2016年，他參加了在德國柏林舉辦的「Trash n Core」活動。
2017年，他以「Kousei Sbmb Muraki」名義參加了在荷蘭哈勒姆舉辦的「Hardcore Trapped In Eternity」活動。
同年，他也參加了位於荷蘭阿姆斯特丹的網路電台Gabber.fm的節目「ISR Radio June」，並在節目中介紹了他在日本Hardcore場景中的活動，以及Superbad MIDI Breaks和TOTAL DESTRUCTION的成就。  
2018年，他以「Kousei Muraki」名義參加了在台灣台北的LIVE HOUSE PIPE舉辦的活動「Orient Gangsta」，並與SBMB成員共演。  
同年，他還參加了在瑞士蘇黎世舉辦的極端音樂活動「Jesus Was A Zombie 4」演出。  
此外，原計劃參加在義大利羅馬EVOL CLUB舉辦的PRSPCT活動「XTRM」，但因當地俱樂部原因該活動最終取消。
2020年，他原本計劃參加在哥倫比亞波哥大舉行的「FIGHT Hardcore Festival」，但由於新冠疫情的影響，該活動最終被取消。  
2022年，他以Superbad MIDI Breaks的子廠牌名義成立了「SBMB BLACK MARKET」，並開始發行黑膠唱片。同年，他推出了《SBMB PROPAGANDA VOL.1》，並透過實體媒體展示了新的表現方式。  
自2023年起，他在台灣台北繼續主辦自己的硬核音樂派對「NO FAITH」，對台灣國內的極端音樂場景產生了影響。  
NO FAITH得到台灣本地能量飲料品牌PAOLYTA（由蠻牛EX提供）的贊助，並且推出了聯名調酒和T恤。
  
此外，PIONEER Taiwan也將成為2025年5月舉辦場次的協辦方。
2025年5月17日，村木幸星將於台北的微遠虎山（Miculture Tiger Mountain）舉行的《NO FAITH》派對中演出。該活動由場地方Miculture Foundation於其Facebook專頁正式公告，並附上活動海報與出演者資訊。
此外，活動官方亦在Facebook上釋出海報圖示，顯示村木幸星之參演名單以及聯名周邊發售訊息。
目前，他主要作為DJ進行活動，並計劃與英國藝術家SADISTICIAN共同發行作品，並再次投身於音樂製作。
此外，他從2006年到2011年主要從事影像製作，並策劃和製作了許多過激的視覺作品。由於這些作品的特殊性，出處無法公開，其中一些因為倫理問題幾乎被禁播，但也因此在跨越類型與倫理界限方面產生了極大的文化衝擊。在海外，這些作品甚至被評價為「Definitely one of the most bizarre yet ridiculous movie ever made in the Japanese adult industry.」，並且在海外社群中成為日本瘋狂文化的話題之一。
他還以「WASTE DESIGN TOKYO」名義進行平面設計活動，並負責包括Superbad MIDI Breaks等活動和作品的視覺設計、宣傳單張等。他的設計風格來自自學，具有強烈的局外者美學，其視覺語言與他的音樂表現同樣，體現了他的一貫美學。這種風格在國內外的音樂場景中創造了獨特的存在感，並且有力地支撐了Superbad MIDI Breaks的世界觀。  
此外，他的創作和活動據點的房間也在2020年由主婦之友社出版的書籍《「自宅辦公室」的整理方法》中以「KOUSEI MURAKI」名義介紹。